# Казанский техникум информационных технологий и связи

## История
- Организован он был 31 августа 1932 года постановлением СНК СССР на базе учебно — производственного комбината связи
- Для первого приема студентов в техникум 1 марта 1932 года на базе существовавшего учебно-производственного комбината связи были открыты курсы, а с 1 октября того же года на базе этих курсов был открыт Казанский электротехникум связи.
- В августе 1940 года, во исполнение Приказа наркома связи Союза СССР, техникум был переименован в «Казанский электротехникум связи" (КЭТС)
- В январе 2015 года переименован в Государственное бюджетное профессиональное образовательное учреждение «Казанский техникум информационных технологий и связи»[1] (КТИТС)
- В апреле 2016 года переименован в Государственное автономное профессиональное образовательное учреждение «Казанский техникум информационных технологий и связи»

## Деятельность
Образовательная деятельность
Техникум состоит из:
- Главный корпус,
- Лабораторный корпус.

### Руководители техникума
- Первый директор Б. Г. Сабитова
- Директор Хакимзянов С. Г. (по июль 2012 г.)
- Директор Китаева Н.Н. (по сентябрь 2016 г.)
- Директор Багров Ю. Н. (с сентября 2016 по настоящее время)

### Выпускники техникума
- заместитель министра регионального развития Российской Федерации Исхаков Камиль Шамильевич
- министр промышленности и торговли Республики Татарстан Александр Когогин
- начальник ГУП "УПС «Татарстан почтасы» Ольга Кузнецова